# 入舸村
入舸村（いりかむら）は、かつて北海道積丹郡にあった村。現在の積丹町北部である。

## 沿革
- 1906年（明治39年）4月1日 - 北海道二級町村制施行により積丹郡入舸村、野塚村、日司村、出岬村が合併し、入舸村が発足。小樽支庁に所属。
- 1910年（明治43年）3月1日 - 支庁の統合により後志支庁に所属。
- 1956年（昭和31年）9月30日 - 美国郡美国町および積丹郡余別村と合併、積丹郡積丹町。入舸村廃止。

## 地勢・名所
積丹半島、積丹岬、出岬、積丹川、積丹原野、余別岳、島武意海岸、女郎子岩